# Galassia Nana del Boote II
La Galassia Nana del Boote II (Boo II) è una galassia nana sferoidale situata nell'omonima costellazione alla distanza di circa 136.000 anni luce dalla Terra. È una galassia satellite della Via Lattea e quindi fa parte del Gruppo Locale. Si muove in direzione della Via Lattea alla velocità di 117 km/s.
È stata scoperta nel 2007 con i dati raccolti dallo Sloan Digital Sky Survey. La galassia ha una forma rotondeggiante con un raggio effettivo di 51 parsec (altre fonti riportano 36 parsec). È tra le galassie satelliti più piccole e di debole luminosità, solo Segue 1, Segue 2 e Willman 1 hanno una luminosità inferiore. Si calcola che la sua luminosità intrinseca sia circa 1.000 volte quella del Sole, un valore più basso di quello della maggior parte degli ammassi globulari. Nonostante la sua massa, il rapporto massa/luminosità è maggiore di 100.
La popolazione di stelle è costituita da stelle moderatamente vecchie con età di 10-12 miliardi di anni, con bassa metallicità (almeno 80 volte inferiore a quella del Sole). Attualmente non si osserva attività di formazione stellare. Le misurazioni effettuate non hanno messo in evidenza la presenza di idrogeno neutro (il limite superiore per l'idrogeno neutro è di 86 masse solari).
Boote II si trova a soli 1.6 kpc da un'altra galassia nana, la Galassia Nana del Boote ma si ritiene che non vi sia un collegamento fisico tra loro dato che si muovono in direzioni opposte rispetto alla Via Lattea con una velocità relativa, troppo elevata, di circa 200 km/s. Si ipotizza invece che si in relazione con la Corrente stellare del Sagittario e quindi con la Galassia Nana Ellittica del Sagittario (Sag DEG). In conclusione, Boote II può essere una galassia satellite della SagDEG o in alternativa uno degli ammassi globulari di SagDEG distaccatosi tra 4 e 7 miliardi di anni fa.